# Andlau (rivière)
Ne doit pas être confondu avec Andelot (rivière).
Pour les articles homonymes, voir Andlau (homonymie).
L'Andlau est une rivière du Bas-Rhin (collectivité européenne d'Alsace), affluent gauche de l'Ill, donc sous-affluent du Rhin.

## Étymologie
Andlau, avec une racine celte andon (source), s’appelait en 886 « Andelhaha » puis « Andelhoha » en 999 pour prendre le nom d’Andlau. Elle a donné son nom à la localité d'Andlau dans le Bas-Rhin.

## Géographie

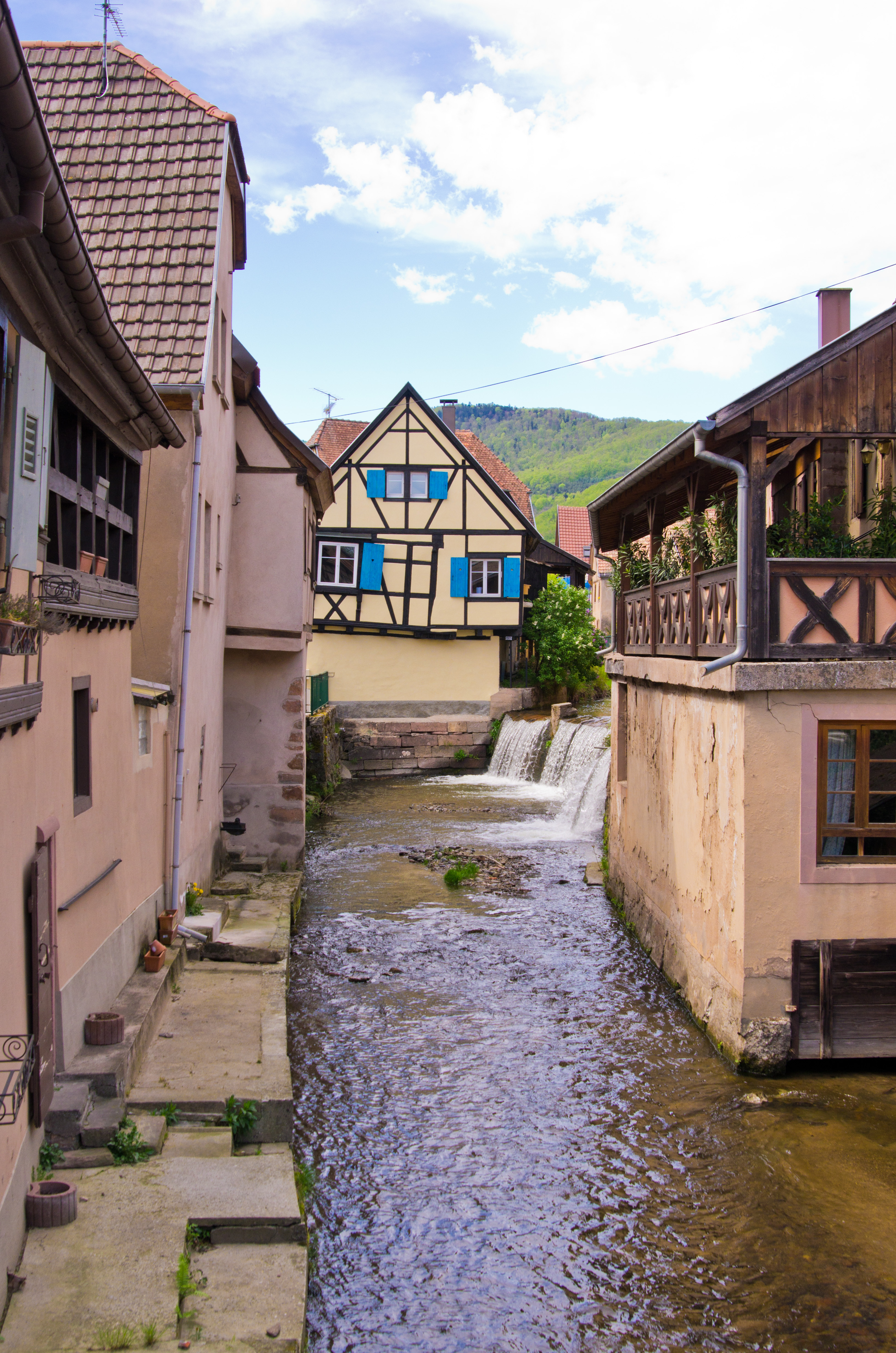
L'Andlau à Andlau.

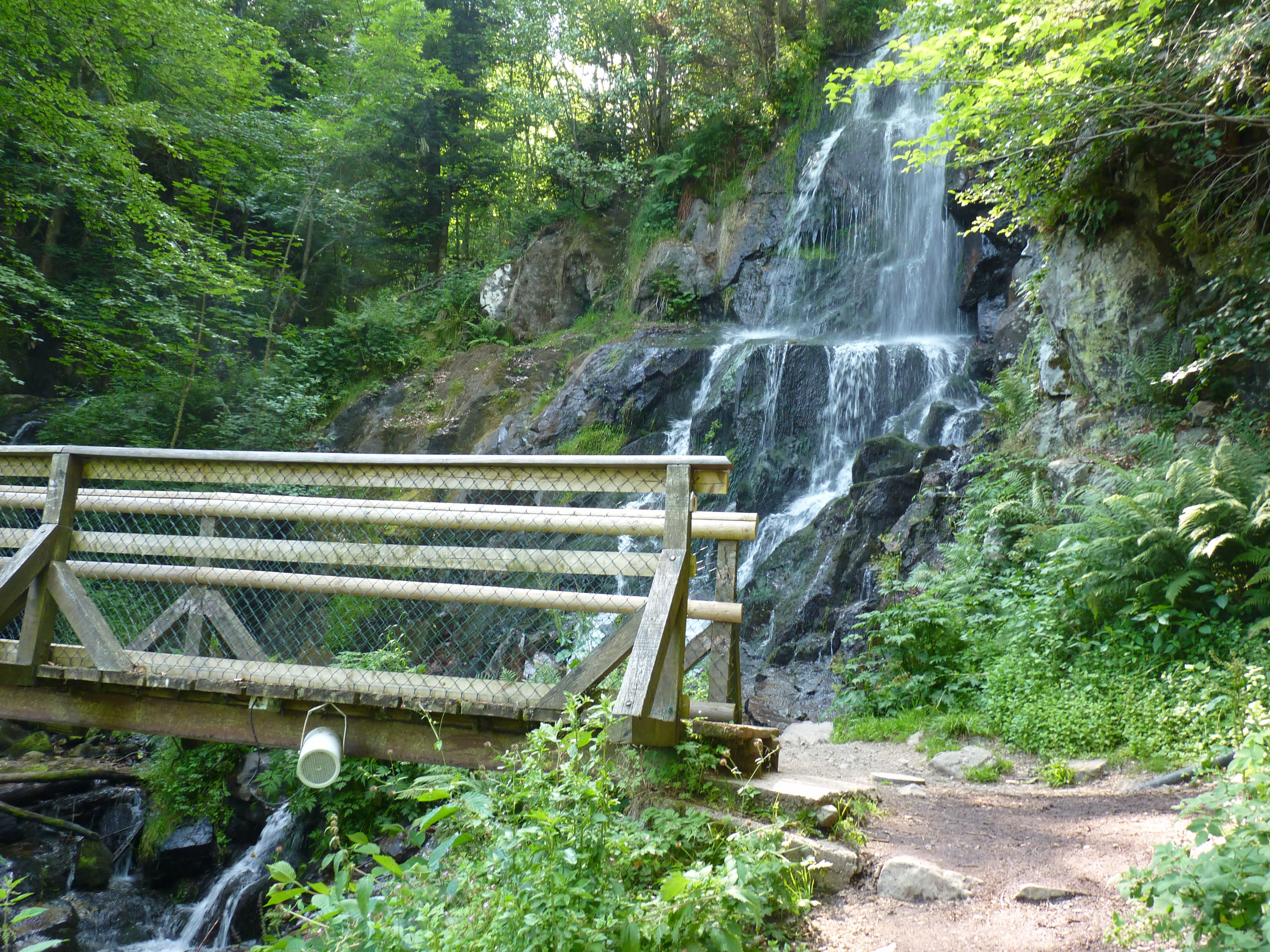
Cascade du Kreuzweg sur un affluent droit de l'Andlau au Hohwald.

De 42 km de longueur, l’Andlau est une rivière tantôt impétueuse, tantôt languissante. Elle prend sa source en dessous de la crête des Myrtilles (1 080 m) au Champ du Feu, à 1 000 m d'altitude, et, se transforme en une cascade au-dessus du Hohwald, en dévalant le val d’Eléon pour traverser Andlau, la ville dont elle porte le nom.
Le Dreiangelbach (« bach » en alsacien se traduit par « ruisseau »), torrent de montagne, rejoint l’Andlau en rive droite, à 823 m d’altitude et l’alimente. La Kirneck vient grossir la rivière en rive gauche en aval de Valff. L’Andlau rejoint l’Ill à la hauteur de Fegersheim, à 143 m d'altitude.
Dans son parcours de plaine, l'Andlau traverse une vaste zone naturelle préservée, le Bruch de l'Andlau, composée d'une forêt de plaine et de prairies, qui s'étend grosso modo du nord de Sélestat au sud de Geispolsheim.
Torrent de montagne, puis rivière à forte chute d’eau (800 m de chute sur 14 km, soit une pente moyenne de 63 % contre 22 % au passage de la ville d’Andlau et 1 % dans la plaine entre Eichhoffen et Fegersheim), l’Andlau a eu par le passé une forte utilisation économique, notamment par l’irrigation des prairies, l'alimentation des scieries, les moulins d’Andlau, et le transport du bois par flottage avant la construction de la route du Hohwald (1850).

### Communes et cantons traversés
Dans le seul département du Bas-Rhin, l'Andlau traverse seize communes, et quatre cantons :
- dans le sens amont vers aval : Le Hohwald, Andlau, Mittelbergheim, Eichhoffen, Saint-Pierre, Zellwiller, Valff, Westhouse Niedernai, Uttenheim, Bolsenheim, Schaeffersheim, Limersheim, Hindisheim, Lipsheim, Fegersheim (confluence).

Soit en termes de cantons, l'Andlau prend source dans le canton de Barr, traverse les canton d'Obernai, canton d'Erstein, et conflue dans le canton de Geispolsheim, le tout dans les deux arrondissement de Sélestat-Erstein et arrondissement de Strasbourg-Campagne.

### Bassin versant
L'Andlau traverse sept zones hydrographiques : LlAndlau de sa source au Totenbach (inclus). (A250), l'Andlau du Totenbach à la Kirneck. (A251), l'Andlau de la Kirneck au Darsbach (inclus). (A253), la Scheer de la Schernetz à l'Andlau. (A256), L'Andlau du Darsbach à la Scheer. (A254), L'Andlau de la Scheer à l'Ill. (A257), l'Ill de l'Andlau à l'Ehn. (A258), pour une superficie totale de 302 km2. Ce bassin versant est composé à 57,64 % de « territoires agricoles », à 34,89 % de « forêts et milieux semi-naturels », à 7,52 % de « territoires artificialisés ».

## Affluents
L'Andlau a douze tronçons affluents référencés soit onze affluents et un bras :
- le ruisseau Grand Rohrbach (rg), 1,9 km sur la seule commune du Hohwald.
- le ruisseau Grand Breitenbach (rg), 3,1 km sur les deux communes du Hohwald et de Barr.
- le ruisseau Luttenbaechel (rg), 2 km sur les trois communes du Hohwald, de Barr et d'Andlau.
- le ruisseau le Lilsbach (rd), 2,6 km sur les deux communes du Hohwald et d'Andlau.
- le ruisseau l'Hasselbach (rd), 2,8 km sur la seule commune d'Andlau.
- le ruisseau le Totenbach (rd), 1,6 km sur la seule commune d'Andlau.
- le ruisseau le Muehlbach de Stotzheim (rd) 4,8 km est un bras droit de l'Andalou, passant au château d'Andlau, traversant les trois communes de Saint-Pierre, Stotzheim, Zellwiller.
- le ruisseau le Scheer Neuve (rd), 4,7 km sur les trois communes de Zellwiller, Valff et Kertzfeld, avec deux affluents :
  - le ruisseau la Scheer, 40 km donc le Scheer neuve est aussi un défluent de la Scheer.
  - le ruisseau Bruchgraben (rg), 2,4 km est un bras droit ou défluent de l'Andalou, sur la seule commune de Zeelwiller
- le ruisseau la Kirneck (rg), 18,4 km sur les quatre communes de Barr, Gertwiller, Bourgheim  Valff avec un bassin versant de 26 km2[3] et sans affluent référencé.
- le ruisseau le Darsbach (rg) 14,3 km sur les six communes de Saint-Nabor Obernai, Bernardswiller, Niedernai Meistratzheim Bolsenheim, avec un affluent :
  - le ruisseau l'Apfelbach ou Riedgraben (rd) 9 km sur les cinq communes d'Obernai, Bernardswiller, Goxwiller, Niedernai et Valff, avec un affluent :
    - le ruisseau Flussgraben, 4,6 km sur les deux communes de Goxwiller et Valff.
- la Fosse Neugraben (rd) 5,2 km sur les cinq communes de Westhouse, Uttenheim, Bolsenheim, Schaeffersheim, Limersheim.
- le ruisseau la Scheer (rd) sur dix-neuf communes avec trois affluents

Le rang de Strahler est donc d'au moins quatre et dépend de celui de la Scheer.